# Materialistische Bibellektüre
Die materialistische Bibellektüre ist eine Form der biblischen Exegese, die biblische Texte auf dem Hintergrund ihrer ökonomischen, politischen, sozialen und religiösen Einbettungen, und im historischen Zusammenhang von konkreten Machtauseinandersetzungen wahrnimmt und interpretiert.
Sie entwickelte sich in Deutschland in den 1970er Jahren in verschiedenen Evangelischen Studentengemeinden und in Gruppen der Organisation Christen für den Sozialismus. Inspirierend war George Casalis als Lehrer an der Berliner Kirchlichen Hochschule und späterer Beteiligter an den Pariser Aufständen vom Mai 1968. Grundlegend waren Schriften von Fernando Belo und Michel Clévenot.
Der Begriff materialistisch verweist auf die Betonung der oben genannten Aspekte in den Entstehungs- und Wirklichkeitszusammenhänge biblischer Texte im Kontrast zu aus dieser Sicht idealistischen Exegeseverfahren, etwa der existenzialistischen Exegese (Rudolf Bultmann). Die materialistische Bibellektüre bezieht ihr theoretisches Vorverständnis aus dem Bezug auf gesellschaftstheoretische Schriften von Karl Marx, den historischen Materialismus und Louis Althusser, sowie sprachtheoretische Ansätze etwa von Julia Kristeva und Roland Barthes.
Die historisch-materialistische Methode wurde anfangs in der Kirchengeschichte angewandt. Es folgten entsprechende Lektüren der Evangelien, alttestamentlicher Texte und neuerdings solcher zu frühchristlichen Gruppierungen.

## Theoretisches Vorverständnis und Grundlagen
Grundlegend für die Herangehensweise der materialistischen Bibellektüre an die Texte ist die Feststellung, dass es keine neutrale Lektüre gibt: „Dem sozialen Standpunkt des Lesers kommt eine hohe Geltung zu. Keine der in der christlichen Tradition herausgebildeten Umgangs- und Auslegungsformen mit der Bibel ist interesselos und neutral. (…) Schon in der Bibel selbst gibt es den Konflikt zwischen den beiden Lesarten biblischer Traditionen: der produktiv-subversiven Lektüre auf der einen, der legitimatorisch-stabilisierenden Lektüre auf der anderen Seite.“ Der Standpunkt der materialistischen Bibellektüre wird ausdrücklich benannt. Es ist die „Perspektive der Armen und Unterdrückten“.
Ebenso wird der biblische Text selbst nicht als neutrale Quelle angesehen: „Der Text (…) ist nicht nur der verbale/schriftliche Reflex von etwas, was anderswo stattfindet. Texte erweisen sich (…) als mehrfach determiniert: körperlich, psychisch, ökonomisch, politisch, ideologisch. Der Text wird selber zum Ort des sozialen Zusammenhangs.“
Demnach wird die Vorstellung verworfen, dass Lesen ein bloßes Sammeln von scheinbar neutralen Informationen ist. Kuno Füssel spricht von der doppelten Illusion, „der Durchsichtigkeit, als ob die Dinge selber sich in den Wörtern verlautbaren ließen“ und „als ob die Sprache nur das Transportmittel eines in sich stimmigen Gedankens sei, der unmittelbar aus dem Kopf des Autors in den des Lesers übertragen würde“. Ähnlich Michel Clevenot, der sich auf Ferdinand de Saussure und Jean-Joseph Goux bezieht: „Der Leser liest den Text, als ob sein ‚Wert‘ darin bestünde, eine Wirklichkeit auf geradem Weg zu übertragen. Dabei versteckt sich hinter diesem Fetisch ein Geheimnis. Der wirkliche Wert eines Textes ist die Arbeit, die sich durch das Verhältnis Signifikant [die Ausdrucksseite eines sprachlichen Zeichens] zu Signifikat [die Inhaltsseite, Bedeutung eines sprachlichen Zeichens] ausdrückt: ‚Der Sinn verhält sich nicht transzendent zu den Zeichen, die ihn darstellen; und er bezieht sich nicht (…) auf die Sache selbst, in ihrer natürlichen Existenz, sondern auf andere Zeichen, auf die Schrift der gesamten gesellschaftlichen Zeichen‘.“
In Anlehnung an Louis Althussers Vorgehen bei der Lektüre Marxscher Texte wird gefordert, „unter die Oberfläche des sichtbaren Textes“ zu gelangen, „das Unsichtbare und die ‚Versehen‘ sichtbar zu machen, die Lücken in der Dichte des Textes und die leeren Stellen in seinem Zusammenhang zu identifizieren“ (symptomatische Lektüre). Dies ist ein produktiver Vorgang: „Die Lektüre wählt aus dem Geschriebenen eine Lesart aus. Sie produziert daher den Text, der in ihr verstanden wird, noch einmal neu.“ „Lesen, das heißt eine Problematik praktizieren, einen Text zum funktionieren bringen. Lesen –, das heißt den Text, ausgehend von seiner Entzifferung, dekodieren und (nach-)lesen.“
Die materialistische Bibellektüre bedient sich zum einen der Erkenntnisse der modernen Sprachwissenschaft (unter anderem Ferdinand de Saussure, Roland Barthes, Louis Althusser, Julia Kristeva), um ihre Lektüre zu realisieren, zum anderen der Geschichtswissenschaft, um die ökonomischen, politischen und ideologischen Verhältnisse der Entstehungszeit der biblischen Texte zu erfassen.

## Aktuelle Richtungen
Aktuell lassen sich drei Richtungen materialistischer Bibellektüre unterscheiden, die teilweise miteinander verknüpft sind, teilweise aber auch ihre je eigene Sonderprägung entwickeln.
1. Die sozialgeschichtliche Auslegung (unter anderem Frank Crüsemann, Marlene Crüsemann, Rainer Kessler, Luise Schottroff, Claudia Janssen): Kristallisationspunkt ist der „Heidelberger Kreis“, der einmal im Jahr eine Tagung veranstaltet und aus dessen Arbeit heraus die Bibel in gerechter Sprache und zahlreiche Veröffentlichungen zu unterschiedlichen Themen sozialgeschichtlicher Exegese entstanden sind. 2009 wurde das Sozialgeschichtliche Wörterbuch herausgegeben. Die sozialgeschichtliche Exegese ist im akademischen Bereich etabliert, wenn auch nicht unumstritten. In ihren Umkreis gehört auch die Zeitschrift Junge Kirche.
2. Die vom französischen Strukturalismus inspirierte Lektüre (Kuno Füssel, ChristInnen für den Sozialismus). Grundlegend für diese Richtung war die materialistische Bibellektüre Fernando Belos. In Folge entstand einführende Literatur, die die materialistische Bibellektüre in einem größeren Kreis über Studentengemeinden und CfS hinaus bekannt gemacht hat. Der Ansatz wurde fortgeführt und erweitert durch einen Markus-Kommentar (Der verschwundene Körper) und einen Lukas-Kommentar.
3. Die durch die holländische Theologie inspirierte Gruppe um die exegetische Zeitschrift Texte und Kontexte (Ton Veerkamp, Andreas Bedenbender). Ausgangspunkt ihrer Lektüre biblischer Texte ist die sogenannte „Endgestalt des Kanons“. Der postmodernen Auffassung, dass die Großen Erzählungen obsolet geworden seien (Jean-François Lyotard), wird entgegengesetzt, dass die biblischen Texte mit all ihren Widersprüchen, ihren Eintragungen, ihren historisch-kritisch analysierten Elementen eine Große Erzählung von historisch geronnenen menschlichen Erfahrungen sind, die auf dem Hintergrund von ökonomischen, politischen und ideologischen Auseinandersetzungen entstanden sind und auch so gedeutet werden müssen, wenn sie etwas zu den heutigen ökonomischen, politischen und ideologischen Auseinandersetzungen zu sagen haben sollen.
In Arbeit ist zurzeit eine Gesamtdarstellung der ersten jesuanischen Gruppen bis zu Konstantin, vor allem auf dem Hintergrund der ökonomischen und politischen Wandlungen der Zeit. Grundlegende Werke dieser Richtung sind:
- Ton Veerkamp: Autonomie und Egalität. Ökonomie, Politik und Ideologie in der Schrift. Alektor Verlag, 1993, ISBN 3-88425-057-4.
- eine Auslegung des Johannes-Evangeliums, die in der Zeitschrift Texte und Kontexte erschien.
- Ton Veerkamp: Der Gott der Liberalen. Eine Kritik des Liberalismus. Argument-Verlag, Hamburg 2005, ISBN 3-88619-470-1.